# Annie Grégorio
Annie Grégorio (Nérac, 4 aprile 1957) è un'attrice francese, attiva in campo teatrale, televisivo e cinematografico.
In campo cinematografico e televisivo è attiva dall'inizio degli anni ottanta. Tra i suoi ruoli più noti, figurano quello di Babette nella serie televisiva Insieme appassionatamente (2005-2008) e quello del Commissario Rénard nella miniserie televisiva La profezia d'Avignone (La prophétie d'Avignon, 2007).

## Filmografia

### Cinema
- Tranches de vie, regia di François Leterrier (1985)
- Non guardatemi (Cours privé), regia di Pierre Granier-Deferre (1986)
- Manège, regia di Jacques Nolot - cortometraggio (1986)
- Périgord noir, regia di Nicolas Ribowski (1989)
- L'alligator, regia di Laurent Bouhnik - cortometraggio (1990)
- Vincennes Neuilly, regia di Pierre Dupouey (1992)
- Le Zèbre, regia di Jean Poiret (1992)
- Giustizia per tutti a metà prezzo (Les ténors), regia di Francis de Gueltzl (1993)
- Fantôme avec chauffeur, regia di Gérard Oury (1996)
- Désiré, regia di Bernard Murat (1996)
- Les Aveux de l'innocent, regia di Jean-Pierre Améris (1996)
- Fallait pas!..., regia di Gérard Jugnot (1996)
- Les soeurs Soleil, regia di Jeannot Szwarc (1997)
- La voie est libre, regia di Stéphane Clavier (1998)
- Le Schpountz, regia di Gérard Oury (1999)
- Un Pur Moment de Rock'n'Roll, regia di Manuel Boursinhac (1999)
- À vot' service, regia collettiva (1999) - (episodio "La Station service")
- C'est la vie, regia di Jean-Pierre Améris (2001)
- Le coeur sur la main, regia di Marie-Anne Chazel - cortometraggio (2001)
- Bienvenue au gîte, regia di Claude Duty (2003)
- Tout l'univers, regia di Fabrice Benchaouche - cortometraggio (2004)
- Il club delle promesse (Au secours, j'ai 30 ans!), regia di Marie-Anne Chazel (2004)
- Victoire, regia di Stéphanie Murat (2004)
- L'antidoto (L'antidote), regia di Vincent De Brus (2005)
- Comme un air, regia di Yohann Gloaguen - cortometraggio (2006)
- Un secret, regia di Claude Miller (2007)
- Modern Love, regia di Stéphane Kazandjian (2008)
- Musée haut, musée bas, regia di Jean-Michel Ribes (2008)
- Tête de turc, regia di Pascal Elbé (2010)
- Brèves de comptoir, regia di Jean-Michel Ribes (2014)
- Un village presque parfait, regia di Stéphane Meunier (2014)
- I visitatori 3 - Liberté, egalité, fraternité (Les visiteurs: La révolution), regia di Jean-Marie Poiré (2016)
- Maman a tort, regia di Marc Fitoussi (2016)
- Le banc, regia di Jean François Taver e Mehdi Vandal - cortometraggio (2018)
- Les Municipaux, ces héros, regia di Eric Carrière e Francis Ginibre (2018)

### Televisione
- Le Ravi, regia di Maurice Failevic - film TV (1985)
- Bonne chance monsieur Pic!, regia di Maurice Failevic - film TV (1987)
- Boulevard Bouvard - serie TV, 1 episodio (1988)
- Les enquêtes du commissaire Maigret - serie TV, episodio 1x80 (1988)
- Bouvard et compagnie - serie TV, 2 episodi (1989)
- Les Années FM - serie TV (1992)
- Coiffure pour dames, regia di Michel Tréguer - film TV (1992)
- Une folie, regia di Pierre Joassin - film TV (1995)
- L'Allée du Roi - serie TV, episodi 1x01-1x02 (1996)
- L'Orange de Noël, regia di Jean-Louis Lorenzi - film TV (1996)
- Un petit grain de folie, regia di Sébastien Grall - film TV (1997)
- Un printemps de chien, regia di Alain Tasma - film TV (1997)
- Combats de femme - serie TV, 1 episodio (1998)
- Tramontane - miniserie TV, episodi 1x01-1x02-1x05 (1999)
- Chère Marianne - serie TV, episodio 1x01 (1999)
- Mary Lester - serie TV, episodio 1x02 (2000)
- Rastignac ou les ambitieux - miniserie TV, 4 episodi (2001)
- Ambre a disparu - serie TV, episodi 1x01-1x02 (2004)
- Il commissario Maigret (Maigret) - serie TV, episodi 4x04-14x03 (1994-2004)
- Un homme en colère - serie TV, 14 episodi (1997-2005)
- Les Inséparables - serie TV, episodio 1x02 (2005)
- Joséphine, ange gardien - serie TV, episodi 5x04-10x03 (2001-2006)
- Monsieur Léon, regia di Pierre Boutron - film TV (2006)
- L'avvelenatrice (Marie Besnard l'empoisonneuse...), regia di Christian Faure - film TV (2006)
- Les Diablesses, regia di Harry Cleven - film TV (2007)
- La forastera, regia di José Pinheiro - film TV (2007)
- La profezia d'Avignone (La Prophétie d'Avignon) - miniserie TV, 8 episodi (2007)
- Adrien, regia di Pascale Bailly - film TV (2008)
- Fire & Ice - La sfida più grande (De feu et de glace), regia di Joyce Buñuel - film TV (2008)
- Insieme appassionatamente (Merci, les enfants vont bien!) - serie TV, 11 episodi (2005-2008)
- Mourir d'aimer, regia di Josée Dayan - film TV (2009)
- Folie douce, regia di Josée Dayan - film TV (2009)
- Au siècle de Maupassant: Contes et nouvelles du XIXème siècle - serie TV, episodio 4x02 (2010)
- Ripoux anonymes - serie TV, episodio 1x01 (2011)
- Chez Maupassant - serie TV, episodio 3x02 (2011)
- Clem - serie TV, 6 episodi (2010-2012)
- Week-end chez les Toquées - serie TV, 5 episodi (2011-2012)
- Scènes de ménages - serie TV, 1 episodio (2014)
- Crimes et botanique - serie TV, 4 episodi (2014)
- Commissaire Laviolette - serie TV, 7 episodi (2006-2015)
- On se retrouvera, regia di Joyce Buñuel - film TV (2015)
- Meurtres à... - serie TV, episodio 4x02 (2016)
- Maddy Etcheban, regia di René Manzor - film TV (2020)
- Le Canal des secrets, regia di Julien Zidi - film TV (2020)
- Imparare ad amarti (Apprendre à t'aimer), regia di Stéphanie Pillonca - film TV (2020)
- Hortense, regia di Thierry Binisti - film TV (2020)
- En plein coeur, regia di Bruno Garcia - film TV (2021)
- J'irai au bout de mes rêves, regia di Stéphanie Pillonca - film TV (2021)
- Bella è la vita (Plus belle la vie) - soap opera TV, 196 episodi (2018-2022)

## Doppiatrici italiane
- Marta Altinier in Insieme appassionatamente[4]
- Aurora Cancian ne La profezia d'Avignone[5]